# Suore dello Spirito Santo e di Maria Immacolata
Le Suore dello Spirito Santo e di Maria Immacolata (in inglese Sisters of the Holy Spirit and Mary Immaculate) sono un istituto religioso femminile di diritto pontificio: le suore di questa congregazione pospongono al loro nome la sigla S.H.Sp.

## Storia
La congregazione fu fondata da Margaret Mary Healy, vedova Murphy: nata in Irlanda, trascorse la giovinezza in Messico e, dopo la morte del marito, si stabilì a San Antonio, dove nel 1888 iniziò a dedicarsi all'istruzione dei bambini neri.
Per consolidare la sua opera, nel 1892 la Healy-Murphy fu autorizzata a dare inizio a una congregazione religiosa: il 9 giugno 1893 si ebbe la prima professione religiosa e l'erezione canonica dell'istituto da parte del vescovo di San Antonio.
L'istituto ricevette il pontificio decreto di lode il 19 luglio 1930 e l'approvazione definitiva il 18 gennaio 1938.

## Attività e diffusione
Le religiose si dedicano all'educazione della gioventù e all'assistenza agli ammalati, anche a domicilio.
Oltre che negli Stati Uniti d'America, le suore sono presenti in Messico e Zambia; la sede generalizia è a San Antonio.
Alla fine del 2011 la congregazione contava 85 religiose in 3 case.